# Isla de Santa Luzia
Santa Luzia es una isla del grupo de Barlovento del archipiélago de Cabo Verde. Actualmente deshabitada, la isla albergó una pequeña comunidad de agricultores en el siglo XVIII.
Administrativamente pertenece al concelho de São Vicente, con sede en la vecina isla homónima y situada a 5 millas de la misma. La isla de Santa Luzia y los islotes adyacentes (Branco y Raso) constituyen una reserva natural.
Curiosamente, varias islas de Cabo Verde tienen nombres de santos (la mayor parte correspondientes al día en que fueron descubiertas), Santa Luzia es la única que tiene nombre de santa.
El paisaje está constituido por montes escarpados al norte, y al sur están las playas y dunas de arena blanca.

## Fauna
La fauna marina de la isla es bastante rica y diversificada. Es uno de los lugares de desove de las tortugas, y son el hábitat de muchas especies de peces y mariscos.

## Historia
La montaña submarina se formó hace alrededor de 122 millones de años de la antigua corteza oceánica durante el cretáceo.
Durante la Edad de Hielo, Santa Luzia junto con São Vicente y Santo Antão eran una parte de la isla del Noroeste, que tenía unos 1.500 km². Del 5000 al 4000 aC la isla se dividió y se formaron la isla de Santa Luzia y los islotes Ilhéu Branco y Raso después de que los niveles del mar subieran en la última edad de hielo.
La isla fue descubierta en 1462 en el día de Santa Lucía. La isla nunca fue colonizada de manera sostenible, y posteriormente albergó una pequeña población que vivía de la agricultura en el siglo XVIII. Los primeros colonos vinieron de São Nicolau, uno de los primeros asentamientos en la región incluida la isla de São Vicente. Entre 1831 y 1833 la desertización provocó su abandono, aunque más tarde llegó a albergar una ermita. Los pastores usaron la isla como pasto de sus rebaño de caballos, asnos y mulas. En el siglo XX se construyó una estación meteorológica. Actualmente faenan pescadores de la isla vecina de São Vicente.
En 2003 Santa Luzia y los dos islotes orientales de Ilhéu Branco y Raso fueron declarados área protegida como Reserva Natural de Santa Luzia. En la isla hay flora y fauna en peligro de extinción.